# 科爾切斯特 (康乃狄克州)
科爾切斯特（英語：Colchester）是一個位於美國康乃狄克州新倫敦縣的城鎮。

## 地理
科爾切斯特的座標為41°34′00″N 72°21′00″W / 41.56667°N 72.35000°W，而該地的平均海拔高度為168米（即551英尺）。

## 人口
根據2010年美國人口普查的數據，科爾切斯特的面積為129.00平方千米，當中陸地面積為127.10平方千米，而水域面積為1.90平方千米。當地共有人口16068人，而人口密度為每平方千米124.56人。